# Apamea nigrior
Apamea nigrior là một loài bướm đêm thuộc họ Noctuidae. Loài này có ở New Brunswick tới Georgia, phía tây đến Indiana, phía bắc đến Wisconsin và Ontario.
Sải cánh dài khoảng 38 mm. Con trưởng thành bay từ tháng 5 đến tháng 7 tùy theo địa điểm.